# فریتز شورله
فریتز شورله (انگلیسی: Fritz Schnürle; ۲۳ فوریهٔ ۱۸۹۸ – ۹ نوامبر ۱۹۳۷) بازیکن فوتبال اهل رایش آلمان بود.
وی همچنین در تیم ملی فوتبال آلمان بازی کرده‌است.